# Salade landaise

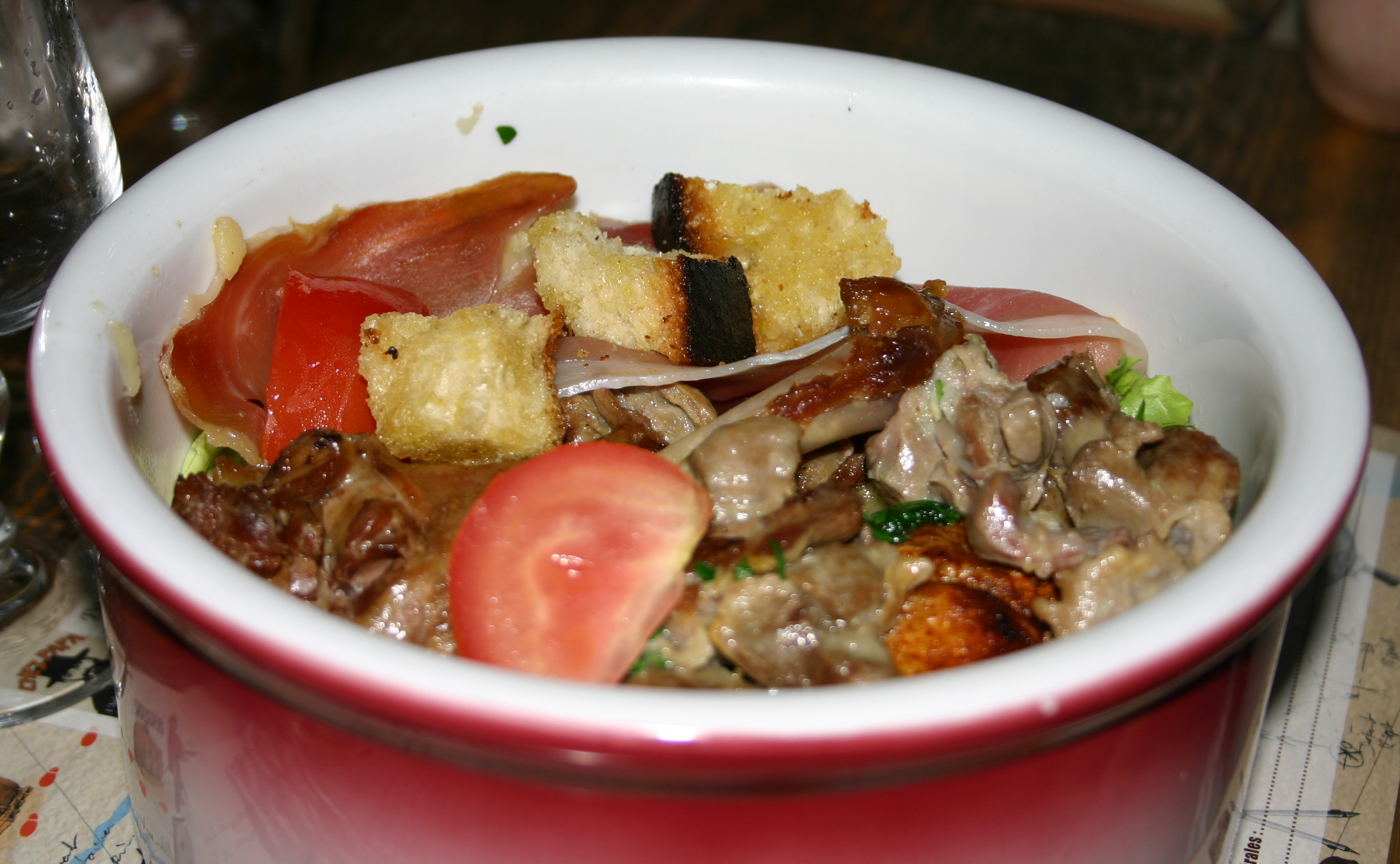
Ensalada landesa.

La salade landaise, también llamada assiette landaise (en idioma francés ensalada o plato landés) es una especialidad gastronómica del departamento francés de las Landas (Aquitania).

## Características
Se trata de una ensalada (con todas las variaciones posibles en su composición) que acompaña a una selección de productos del pato, como pueden ser el paté, los gesiers (mollejas), el confit o tiras de magret. Frecuentemente lleva además tomates y piñones.